# فيليكس سياو
فيليكس يانوار سياو (بالإندونيسية: Felix Siauw)‏ (ولد في 31 يناير 1984) هو داعية ومؤلف إسلامي صيني-أندونيسي المعروف بارتباطه مع الحزب الإسلامي «حزب التحرير بإندونيسيا (HTI)».

## في وقت مبكر الحياة
سياو ولد ونشأ في بيئة كاثوليكية، بدأ في التعرف على الإسلام في عام 2002 في حين لا يزال يدرس في جامعة بوغور الزراعية، اعتنق الإسلام خلال أيام دراسته الجامعية بعد أن اجتمع مع ناشط من حزب التحرير. سياو تزوج في عام 2006 وحاليا لديه أربعة أطفال.

## أعماله
سياو هو داعية إسلامي شعبي حيث يتبعه على تويتر وانستغرام حسابات أكثر من 3.2 مليون شخص. هذه هي قائمة مؤلفاته:
- "Beyond The Inspiration" (ما وراء الوحي)
- "Muhammad Al-Fatih 1453" [3]
- "How To Master Your Habits" (كيف تتقن عاداتك)
- "Udah Putusin Aja"[4]
- "Yuk Berhijab" (هيا للحجاب)
- "The Chronicles of Ghazi: Rise Of The Ottomans" (سجلات غازي: صعود العثمانيين)
- "Khilafah* *In Progress" (الخلافة * * في طور التقدم)، تم حظره
- "Khilafah* *Remake" (خلافة * * تُصنع من جديد)

### الجدل
في عام 2015، سياو قال على صفحته على تويتر أن السيلفي هو عبارة عن عمل سيء غير أخلاقي ووقاحة خصوصا لما تقوم به النساء،  مما أثار إدانة شعبية واسعة النطاق. في مايو 2017، أغلقت الشرطة ندوة في جامعة كان من المخطط أن تضم سياو في جاوة الشرقية، بناء على توصية من قبل التيار الرئيسي من المسلمين القوميين.